# Římskokatolická farnost Studénka-Butovice
Římskokatolická farnost Studénka-Butovice (dříve jen římskokatolická farnost Butovice) je farnost římskokatolické církve v děkanátu Bílovec ostravsko-opavské diecéze.
Farním kostelem je kostel Všech svatých v Butovicích. Sešlý starý dřevěný kostel byl nahrazen stávající barokní stavbou v letech 1775–1781. V obci je rovněž poutní kaple svaté Anny, založená původně fojtem Jiříkem Butovským roku 1540. V 18. století sloužila dočasně namísto zchátralého farního kostela, pak zpustla a původní dřevěná konstrukce musela být roku 1852 nahrazena stávající zděnou stavbou. Ze soukromých kaplí se zachovala pouze mariánská tzv. Nohelova kaple. Farní budova sloužila po roce 1959 jako Lidová škola umění, po roce 1989 byla navrácena církvi a slouží katolické Charitě.

## Historie
Kostel v Butovicích existoval nepochybně od založení vsi v rámci kolonizace. Existuje svědectví bartošovického faráře Karla Fuchse, že v roce 1775 byla při bourání starého dřevěného butovického kostela nalezena listina z roku 1372, v níž si butovický farář Jindřich stěžuje na butovského fojta, že mu neodvádí desátek. Spolehlivá zpráva o kostele však pochází až z roku 1434 a o farnosti až z roku 1509, kdy ji spravoval bartošovický farář Kašpar. Ve druhé polovině 16. a na počátku 17. století zde působili luteránští pastoři, jako první se připomíná roku 1584 Jakob Lotge a jako pátý a poslední v letech 1619–1623 Valentin Calcearius. Poté farnost zanikla a filiální kostel v Butovicích byl administrován z farnosti Bartošovice, s výjimkou let 1630–1642, kdy byl administrován ze Šenova.
Na kunínském panství, k němuž Butovice patřily, došlo ve 20. letech ke značnému oživení tajného nekatolicismu a k emigraci evangelíků do Ochranova. Tehdejší majitelé panství Fridrich hrabě z Harrachu a jeho manželka Eleonora rozená kněžna z Lichtenštejna zintenzivnili rekatolizační snahy a snažili se ve všech třech vsích tvořících panství zajistit trvalou katolickou přítomnost: obnovili farnost v Suchdole nad Odrou a zřídili lokální kaplanství v Kuníně (podléhající farnosti Šenov) a roku 1733 lokální kaplanství v Butovicích. Zdejší lokální kaplan byl kooperátorem farnosti Bartošovice.
Již od roku 1753 jednala vrchnost o zřízení samostatné farnosti v Butovicích, nakonec k tomu však došlo až 26. prosince 1784, kdy náboženská matice zřídila ve vsi lokální kuracii, která byla pak roku 1843 povýšena na farnost.
Patronátní právo k farnosti náleželo ve středověku vrchnosti (majitelům panství Fulnek, od roku 1584 majitelům panství Kunín), od znovuzřízení farnosti koncem 18. století však patronát patřil náboženské matici.
V roce 1930 žilo ve farnosti 3508 obyvatel, z čehož 3254 (93 %) se přihlásilo k římskokatolickému vyznání.
Farnost je součástí bíloveckého děkanátu od svého znovuzaložení roku 1784. Do roku 1996 byla součástí arcidiecéze olomoucké, od uvedeného roku pak nově vytvořené diecéze ostravsko-opavské.
Jedinou obcí náležející k farnosti byla vždy vesnice Butovice, dnes část města Studénky.
Od roku 1959 je farnost Butovice – v současnosti nazývána oficiálně „farnost Studénka-Butovice“ – administrována excurrendo ze Studénky. Stávajícím (2013) farářem je Mieczyslaw Serednicki.

## Bohoslužby
| Kostel               | Místo             | Bohoslužba (den)    | Hodina                                     | Poznámka     |
| -------------------- | ----------------- | ------------------- | ------------------------------------------ | ------------ |
| kostel Všech svatých | Studénka-Butovice | středa pátek neděle | 18.00 18.00 (1. pátek v měsíci 17.00) 9.00 | farní kostel |

## Butovičtí faráři (1627–1959)
Duchovní správci v Butovicích:
Administrátoři ze sousedních farností
- 1627–1629 Mathias Benedikt (Bartošovice)
- 1630–1642 M. Johann Wagner (Šenov)
- 1642–1657 Laurentz Ferdinand Weis (Bartošovice)
- 1657–1671 Mauritz Bartholomäus Gerstmann (Bartošovice)
- 1671–1683 Johann Ignatius Pohl (Bartošovice)
- 1683–1694 Georg Joseph Valentin Münzer (Bartošovice)
- 1694–1702 Georg Joseph Ägidius Hickl Žitavský (Bartošovice)
- 1702–1734 Joseph Joachim Lachnit (Bartošovice)
- 1734–1752 Joseph Philipp (Bartošovice)
- 1752–1772 Mathias Czink (Bartošovice)
- 1772–1802 Karl Anton Fuchs (Bartošovice)

Lokální kaplani
- 1733–1740 Jeremias Langer
- 1740–1759 Franz Teppermann
- 1759–1771 Joseph Schlemmer
- 1771–1807 Joseph Nittmann
- 1808–1827 Franz Schneider
- 1827–1834 Benjamin Jüstel
- 1835–1843 Anton Wenzel

Faráři
- 1843–1851 Anton Wenzel
- 1851–1865 Wenzel Runke
- 1865–1874 Anton Franke
- 1875–1883 Joseph Rose
- 1883–1886 Franz Wiche
- 1886–1896 Johann Hückel
- 1896–1907 František Olenek
- 1907–1923 Jan Špilháček
- 1923–1926 Dr. Theodor Vavruša
- 1926–1938 Petr Chromeček
- 1938–Jan Klučka, administrátor
- 1938–1946 Viktor Ehler
- 1947–1958 Antonín Bilík, administrátor